# Josep Barriga i Sala
Josep Barriga i Sala (Badalona, 1768—Sant Llorenç Savall, 1834) va ser un metge i estudiós català, autor de la primera monografia històrica sobre Badalona.
Va iniciar la carrera eclesiàstica i va començar a estudiar Teologia a la ciutat de Barcelona, però ho va deixar per cursar els estudis de Medicina, una professió que després va exercir a la localitat de Sant Llorenç Savall, on va passar a residir i on es va casar. També va exercir com a metge a altres zones rurals del Vallès, principalment masos, però també localitats com Gallifa o Sabadell. El més destacat de Barriga és la seva obra Historia de Badalona, redactada en castellà, escrita entre 1793 i 1794, mentre encara estudiava Teologia. L'obra va restar inèdita, si bé va ser consultada per autors badalonins posteriors, com Jaume Solà i Seriol i Gaietà Soler i Perejoan, al segle xix, i després va ser publicada en el volum 1 de la Història de Badalona de Josep Maria Cuyàs i Tolosa, l'any 1975.